# The Ghost Sessions
The Ghost Sessions é o terceiro álbum de estúdio do rapper americano Styles P. O álbum conta com participações de rappers veteranos como Kool G. Rap, Cormega, e AZ. Foi lançado dia 22 de Março de 2007 pela gravadora Streetcore Recordings.

## Faixas
| Lista de faixas |                                   |                             |                     |                          |       |
| #               | Música                            | Compositores                | Participações       | Produtores               | Tempo |
| 1               | "The Hardest"                     | Styles P Large Professor AZ | AZ                  | Large Professor          |       |
| 2               | "Fuck The Police"                 | Styles P                    |                     | Street Radio             |       |
| 3               | "No Remorse"                      | Styles P                    | J-Hood              | Street Radio             |       |
| 4               | "Come One, Come All"              | D. Styles Kool G. Rap       | Kool G. Rap & Bucky | M.O.P.                   |       |
| 5               | "Hold On"                         | Styles P J. Rush            | Jay Rush            | M.O.P.                   |       |
| 6               | "Frustration"                     | Styles P                    |                     | Street Radio             |       |
| 7               | "Pain"                            | Styles P                    | Bradd Marquis       | J. Waxx Garfield         |       |
| 8               | "The Struggle"                    | Styles P                    |                     | Large Professor          |       |
| 9               | "Poor Folk"                       | Styles P                    |                     | Street Radio             |       |
| 10              | "Money"                           | Styles P                    | Jimi Kendrix        | Street Radio & Bob Perry |       |
| 11              | "Use Mad Clips"                   | Styles P Cormega            | Cormega             | Emile                    |       |
| 12              | "Deeper Than Most"                | Styles P                    |                     | Street Radio             |       |
| 13              | "S.P. Ghost [Rock Remix]"         | Styles P                    |                     | Ill Will Fulton          |       |
| 14              | "Come One, Come All [Rock Remix]" | Styles P Ill Bill           | Ill Bill & Bucky    | Ill Will Fulton          |       |
| 15              | "So Easily [Rock Remix]"          | Styles P                    |                     | Ill Will Fulton          |       |